# Icterus auratus
Icterus auratus là một loài chim trong họ Icteridae.